# Mashramani

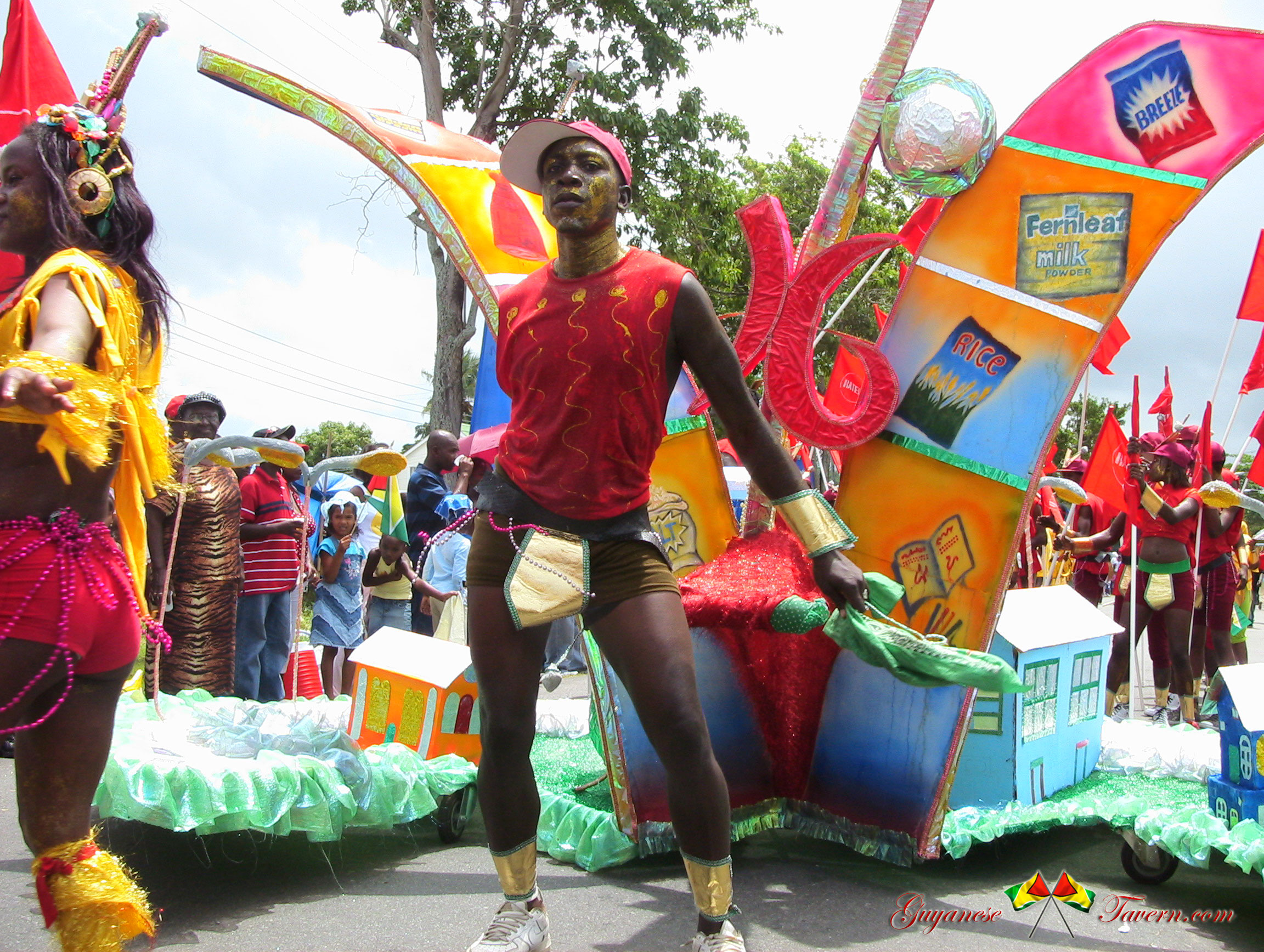
Mash na Guiana em 2007.

Mashramani, frequentemente abreviado para "Mash", é um festival anual que celebra a Guiana se tornando uma república em 1970. O festival, geralmente realizado em 23 de fevereiro – Dia da República da Guiana – inclui desfile, música, jogos e culinária, e tem como objetivo  comemorar o "Nascimento da República". Em 2016, o desfile de Mashramani foi realizado em 26 de maio, em comemoração aos 50 anos da independência do país, mas o restante da celebração foi realizado na data tradicional de fevereiro.
A palavra "Mashramani" é derivada de uma língua ameríndia e, em inglês guianês, significa "celebração após trabalho cooperativo". É um dos mais coloridos de todos os festivais do país e um dos poucos que envolve todos os grupos étnicos da Guiana. Existem competições espetaculares de fantasias, desfiles de carros alegóricos, bandas de máscaras e danças nas ruas, acompanhadas por músicas de bandas de aço e cálices. Pessoas mascaradas frequentam as ruas realizando rotinas de dança acrobática, um lembrete vívido da herança africana da Guiana. Música calipso competições são outra parte integrante de Mashramani, e isso culmina com a coroação de um rei ou rainha no ano em questão.